# Poststück
Poststück war eine spezielle Frachtgut-Sendungsart bei der deutschen Post. Es handelte sich um Frachtstücke, die mit der Kraftpost, dem Personenreisedienst der Post, befördert wurden. Die Sendungsart wurde 1929 von der Reichspost eingeführt und nach dem Zweiten Weltkrieg in beiden deutschen Staaten bis zum Ende des Postreisedienstes aufrechterhalten.
Poststücke gelten seit dem 30. Januar 1929 als Postsendungen. Es handelt sich dabei um Sendungen, die im Rahmen der betrieblichen Möglichkeiten unabhängig von der Mitfahrt des Fahrgastes zur Beförderung mit den Landkraftposten (Bussen) eingeliefert werden konnten. Diese Möglichkeit wurde in Süddeutschland etwa gleichzeitig mit der Einführung der Personenbeförderung auf Kraftwagenlinien eingerichtet und dann ab 1921 auf das Reichsgebiet ausgedehnt. Poststücke konnten bis zu 100 kg schwer sein.
Die Einlieferung und Abholung erfolgte am Bus, es bestand Frankaturzwang. Die Versandarten Einschreiben, Nachnahme, Dringend und Rückschein waren zulässig. Besondere Gebühren wurden für sperrige Poststücke und Milchkannen erhoben. Die Rücksendung der leeren Kanne war übrigens gebührenfrei. Die Gebühren werden in der Postordnung für den Postreisedienst veröffentlicht. Zu den Poststücken zählen auch Fahrräder und Kinderwagen.
Das Porto wurde durch den Erwerb von Poststückaufgabezettel entrichtet. Der zweiteilige Klebezettel mit Inschrift „POSTSTÜCK“, Aufgabenummer und eingedruckter (auch überdruckt) oder handschriftlicher Wertangabe wurde auf das eingelieferte Poststück geklebt, der linke Teil verblieb beim Postschaffner zur Abrechnung.
Die Sendungsart hatte nach dem Zweiten Weltkrieg in beiden deutschen Staaten Bestand.
In einem Amtsblatt der Bundespost vom 1. September 1948 ist von Poststücken bis 10, 20, 50 und 100 kg die Rede. Bei regelmäßiger Einlieferung von Poststücken ermäßigten sich die Gebühren. Für das Ab- und Anfahren von Poststücken, die mit der Eisenbahn ankamen oder mit ihr weiterbefördert werden sollten, wurden außerdem je Stück 30 Pf., für ein Fahrrad 75 Pf erhoben. Am 1. Januar 1963, mit den „Änderung der Gebühren im Postwesen“ bei der Bundespost, veränderten sich auch die Gebühren für Poststücke. Milchkannen wurden nur noch zwischen Erzeugern und der Molkerei mitgenommen. Die Gebühr dafür entsprach der Gebühr für Poststücke der ersten Gewichtsstufe. Am 1. August 1964 wurde das Poststück zum Kraftpostgut und der Poststückaufgabezettel zum Kraftpostgutschein. Ab 1971 wurde die Gebühr für sperrige Poststücke nicht mehr erhoben.
Bei der Deutschen Post der DDR konnten Poststücke bis zu einem Gewicht von 50 kg (ab 1. Januar 1976: 25 kg) eingeliefert werden. Sie dienten auch hier der besseren Postversorgung auf dem Lande.